# Пам'ятник Олександрові Пушкіну (Житомир)
Пам'ятник Олександру Пушкіну в Житомирі — колишній російський імперський пам'ятник-погруддя російському поетові Олександру Пушкіну в місті Житомирі. Був встановлений на Старому бульварі у 1899—2022 роках. Демонтований 11 листопада 2022 року в рамках деколонізації після початку широкомасштабного вторгнення Росії в Україну.

## Опис
Пам'ятник знаходився на розі вулиці Великої Бердичівської та Старого бульвару. Загальна висота — 3,5 м, висота погруддя — 0,5 м, постаменту — 3,0 м. Бронзове погруддя поета виконане в традиціях академічної пластики. На фронтальному боці погруддя праворуч внизу є барельєфний напис «Г. О.» (ініціали скульптора Генріха Олішкевича). Воно встановлено на прямокутному постаменті із червоного граніту, розділеному на два яруси капітелями. Верхній складається з масивної абаки складного профілю з використанням мотивів корінфського архітектурного ордера. Абака підпирається профільованим завершенням другого ярусу трапецієподібного постаменту — ехілом, який забезпечує пластичний перехід від масивної капітелі до стрункого архітектурно сухого другого ярусу постаменту у вигляді двох валиків, що повторюють у повздовжньому розрізі профіль абаки. Верхній ярус постаменту встановлений на капітель більш потужного — нижнього ярусу і має в основі незначне розширення у вигляді слабо виявленого псевдо пірамідального плінту (оскільки постамент і плінт виготовлені з єдиного блоку). Капітель нижнього ярусу постаменту ніби повторює верхню, але за архітектурою відверто конструктивістська, хоча зодчий М. В. Бетакі все-таки повторив тут прямі і обернені викружки та валики. Основа композиції цієї капітелі — потужна багатоярусна абака, що складається з нижньої плити й виступає за межі периметра постаменту, на який спирається. Плита квадратна в поперечному плані, має складний ламаний профіль у вигляді псевдо портиків по центру кожної площини постаменту, в які вмонтовані фігурні кронштейни у вигляді перевернутих модульйонів з оберненою складною викружкою. Вгорі абака завершується плитою, меншою за периметром від основних (нижньої), у якій геометрично на одній осі повторюються мотиви псевдо портиків з модульованими у вигляді простих прямокутних виступів, що перерізають профіль потужного валика над ними і закінчуються у верхній площині пірамідального плінту другого ярусу. Така гармонійна ієрархія і членування частин та деталей нижньої капітелі робить її, з одного боку, надзвичайно пластичною, а з іншого — найактивнішою в композиції пам'ятника.
Поділ постаменту на дві частини, можливо, символізує дві грані життя поета: соціально-політичну, бунтівну та лірично-інтимну, яка була ближчою до душі поета. Тому більш витонченим і делікатним є вивершення постаменту. Від плінту до нього здійснюється повільний перехід завдяки валику із складним оберненим викруженням та пояска зі слабо похилою поверхнею. Пам'ятник установлений на триступінчастому стереобаті, виконаному із крупнозернистого іризувального яскраво-синім кольором лабрадориту. Стереобат за кольором і надто спрощеними формами дисгармонує з пам'ятником і сприймається як «чужий», штучний елемент (до реконструкції в 1979 році він був виконаний із сірого крупнозернистого граніту).
Навколо нижньої приступки стереобату влаштовано квадратний квітник. Вертикаль пам'ятника композиційно відкриває алею бульвару, що виходить на магістральну вулицю. 1979 року, під час реконструкції Старого бульвару, пам'ятник було реконструйовано й до постаменту додано триступінчастий стилобат з лабрадориту, що підсилило монументальний ефект. Текст на постаменті: «А. С. Пушкин» (фронтальний бік), «1799 — 1837» (тильний бік).
Пам'ятник був пам'яткою монументального мистецтва національного значення з охоронним номером 1378(060001-н).

## Історія

### Встановлення
Ідея встановлення пам'ятника Пушкіну виникла ще 1870 року, але на заваді став брак коштів. За рік до 100-річного ювілею від дня народження Олександра Пушкіна у Житомирі була організована комісія і почалися дебати Дворянського зібрання про комплекс заходів святкування знаменної дати. А все почалося з пропозиції про закарбування пам'яті великому поетові в скульптурі. Ідея комісії Дворянського зібрання одразу ж не сподобалася губернатору Волинської губернії, столицею якої був Житомир наприкінці XIX століття, Петру Івановичу Каталею (1855—1905). І хоча з міським бюджетом справи йшли не кращим чином, міська дума врешті-решт дала дозвіл на проєкт, але із уточненням, що фінансувати його будуть меценати. До реалізації цього проекту наблизилися напередодні сторічного ювілею Пушкіна.
Скульптор Генріх Олішкевич безкоштовно виліпив модель скульптури і подарував полірований граніт для постаменту, архітектор Михайло Бетакі створив проєкт пам'ятника, а небайдужі містяни зібрали кошти (шістсот карбованців). На чавуноливарному заводі Ш. Х. Ванштейна (нині ВАТ «Житомирський завод Автозапчастина») скульптуру відлили у бронзі. Після відливки бронзового бюста ще залишилися кошти, на які вихованці сирітського притулку зі своїм наставником А. А. Плотницьким спорудили для нього огорожу. Житомирська дума виділила для пам'ятника місце біля витоку Бульварної вулиці.
Урочисте відкриття пам'ятника Пушкіну відбулося 26 травня (за новим стилем 6 червня) 1899 року в присутності міської еліти та діячів культури. Був срібний вінок від інтелігенції та напис: «Дворянинові Пушкіну від дворян Волинської губернії». Саме цей напис викликав уїдливі коментарі в місцевій газеті «Волинь» і цілу бурю відповідних емоцій місцевої аристократії.
Пам'ятник був першим та третім в Російській імперії (після Москви та Одеси), споруджений у місті на пожертви городян.
У Державному архіві Житомирської області зберігається номер газети «Волинь» за 26 травня (6 червня) 1899 року. Він присвячений 100-річчю з дня народження Пушкіна. На першій сторінці є знімок щойно відкритого пам'ятника.

### Подальша історія
У 1919 році пам'ятник сподобався більшовицькому військовому ватажку Василю Боженку, який, помираючи, висловив останню забаганку: поховати його біля пам'ятника Пушкіну. Прохання виконали. Для влаштування урочистих похорон більшовики забрали розкішну труну, в якій у родинному склепі спочивав відомий житомирський меценат барон Іван де Шодуар. Але наступного дня, 20 серпня 1919 року, в місто увійшли війська Січових Стрільців. Дізнавшись про варварський вчинок, вони розкопали свіжу могилу під пам'ятником Пушкіну, звільнили труну і повернули її на Лютеранське кладовище (Житомир) у склеп Шодуарів.
Пам'ятник під час німецької окупації у Другу світову війну у зв'язку з цінністю матеріалу вирішено було відправити на переплавку до Німеччини, а постамент мав поступитися зобаженню вождя Третього Рейху. В 1941-му місцеві мешканці викрали і сховали бюст у приміщенні міськкомунгоспу, а за два тижні після установки зникло і скульптурне зображення фюрера. Творіння Олішкевича і Бетакі п'ять років припадало пилом в підвалі міськкомунгоспу, поки його не виявили у 1946-му і не повернули на п'єдестал.
А в 1979-му під час реконструкції Старого бульвару пам'ятник отримав новий п'єдестал з лабрадориту.

### Демонтаж
11 листопада 2022 року комунальники демонтували погруддя Пушкіну.